# جعفر أباد (تيران وكرون)
جعفر أباد هي قرية في مقاطعة تيران وكرون، إيران. عدد سكان هذه القرية هو 746 في سنة 2006.